# کلودیو بیاشیو
کلودیو بیاشیو (اسپانیایی: Claudio Biaggio‎؛ زادهٔ ۲ ژوئیهٔ ۱۹۶۷) بازیکن فوتبال آرژانتینی است. از باشگاه‌هایی که در آن بازی کرده‌است می‌توان به بوردو و باشگاه فوتبال آویسپا فوکوئوکا اشاره کرد. وی همچنین در تیم ملی فوتبال آرژانتین بازی کرده است.